# Ladeuze (Chièvres)
Ladeuze – dzielnica (section) miasta Chièvres w Belgii, w Regionie Walońskim, w prowincji Hainaut, w okręgu Ath. 1 stycznia 2020 roku liczyła 1087 mieszkańców. Do 31 grudnia 1964 samodzielna gmina.

## Demografia
Liczba mieszkańców, stan na 1 stycznia:
| Rok                | 1930 | 1947 | 1961 | 2020 |
| ------------------ | ---- | ---- | ---- | ---- |
| Liczba mieszkańców | 1028 | 912  | 842  | 1087 |